# Damasippus batesianus
Damasippus batesianus är en insektsart som först beskrevs av John Obadiah Westwood 1859.  Damasippus batesianus ingår i släktet Damasippus och familjen Prisopodidae. Inga underarter finns listade i Catalogue of Life.